# Roit
Roit – wieś w Rumunii, w okręgu Bihor, w gminie Sânnicolau Român. W 2011 roku liczyła 752 mieszkańców.